# Folco Lulli
Folco Lulli (Florença, 3 de julho de 1912 — Roma, 23 de maio de 1970) foi um ator, diretor de cinema e partigiano (membro da resistência italiana durante a Segunda Guerra Mundial).

## Biografia
Filho do barítono Gino Lulli e Ada Toccafondi, ele participou da Segunda Guerra Ítalo-Etíope maturando ideias antifascistas e mais tarde, após 8 de setembro de 1943, ele se juntou às fileiras dos partisans, o badogliani azul da brigada do 1º Grupo Alpine Divisions comandado por Enrico Martini ("Mauri"), operando no Langhe, entre Murazzano e Mombarcaro, em que ele ocupou cargos de liderança.
O início de sua atividade de resistência é registrado em uma reunião que aconteceu em Val Casotto (parte do município de Pamparato) com alguns retardatários (incluindo muitos soldados, oficiais e oficiais não comissionados, incluindo o general Perotti, em seguida baleados em Turim em 1944). Entre os protagonistas da constituição deste primeiro grupo de partidários, estava Duccio Galimberti (herói da resistência Cuneo). A reunião ocorreu em meados de outubro de 1943, ou cerca de um mês após o dia 8 de setembro. Lulli permaneceu em Val Casotto por muitos meses, onde comandou o destacamento de Tagliante (uma pequena aldeia ao lado do Monte Alpet).
Capturado pelos alemães, ele foi deportado para a Alemanha, mas conseguiu fugir e voltar para a Itália quando a guerra terminou.

### Período pós guerra
Descoberto por Alberto Lattuada, que o queria no filme Il bandito, em 1946, ele representou principalmente papéis de personagem no cinema italiano, mas também desenvolveu uma carreira erm Hollywood. Lulli trabalhou de forma anônima em diversas produções europeias entre os anos de 1946 a 1968, atuando em filmes como Flight into France (1949), An Eye for an Eye (1960), Lafayette (1963) e Marco the Magnificent (1966). Em 1967, escreveu, encenou e dirigiu Gente d'onore, uma história sobre a máfia.
Sofrendo de diabetes e dificuldades respiratórias, ele morreu aos 57 anos de idade em 23 de maio de 1970 no Policlínico Gemelli em Roma, após vinte dias de hospitalização devido a uma tromboflebite.

## Prêmios de cinema
- Fita de Prata para o melhor ator coadjuvante de The companions (1963)

## Filmografia

### diretor
- Pessoas Honoráveis (1967)

### ator
- La primula bianca, direção de Carlo Ludovico Bragaglia (1946)
- Il bandito, direção de Alberto Lattuada (1946)
- Il delitto di Giovanni Episcopo, direção de Alberto Lattuada (1947)
- Come persi la guerra, direção de Carlo Borghesio (1947)
- La figlia del capitano, direção de Mario Camerini (1947)
- Il Passatore, direção de Duilio Coletti (1947)
- Caccia tragica, direção de Giuseppe De Santis (1947)
- L'eroe della strada, direção de Carlo Borghesio (1948)
- Vertigine d'amore, direção de Luigi Capuano (1948)
- Fuga in Francia, direção de Mario Soldati (1948)
- Senza pietà, direção de Alberto Lattuada (1948)
- Il diavolo bianco, direção de Nunzio Malasomma (1948)
- Gli uomini sono nemici, direção de Ettore Giannini (1948)
- Occhio per occhio, direção de George Sherman (1949)
- Come scopersi l'America, direção de Carlo Borghesio (1949)
- Al diavolo la celebrità, direção de Steno e Mario Monicelli (1949)
- Totò cerca casa, direção de Steno e Mario Monicelli (1949)
- Lo sparviero del Nilo, direção de Giacomo Gentilomo (1950)
- Non c'è pace tra gli ulivi, direção de Giuseppe De Santis (1950)
- Luci del varietà, direção de Federico Fellini e Alberto Lattuada (1951)
- Lorenzaccio, direção de Raffaello Pacini (1951)
- Lebbra bianca, direção de Enzo Trapani (1951)
- I figli di nessuno, direção de Raffaello Matarazzo (1951)
- La ragazza di Trieste, direção de Bernard Borderie (1951)
- Serenata tragica - Guapparia, direção de Giuseppe Guarino (1951)
- Amore e sangue, direção de Marino Girolami e Hans Wolf (1951)
- La colpa di una madre, direção de Carlo Duse (1952)
- Altri tempi, direção de Alessandro Blasetti (1952)
- Infame accusa, direção de Giuseppe Vari (1952)
- Menzogna, direção de Ubaldo Maria Del Colle (1952)
- La peccatrice dell'isola, direção de Sergio Corbucci (1952)
- Prigionieri delle tenebre, direção de Enrico Bomba (1952)
- Vite vendute, direção de Henri-Georges Clouzot (1952)
- Sposata ieri, direção de Gilles Grangier (1953)
- Riscatto, direção de Marino Girolami (1953)
- Maddalena, direção de Augusto Genina (1953)
- Non vogliamo morire, direção de Oreste Palella (1953)
- Noi cannibali, direção de Antonio Leonviola (1953)
- Aria di Parigi, direção de Marcel Carné (1954)
- La grande speranza, direção de Duilio Coletti (1954)
- Orient Express, direção de Carlo Ludovico Bragaglia (1954)
- Acque amare, direção de Sergio Corbucci (1954)
- Carosello napoletano, direção de Ettore Giannini (1954)
- Il tesoro di Montecristo, direção de Robert Vernay (1954)
- Stella di Rio, direção de Kurt Neumann (1955)
- Shaitan, il diavolo del deserto, direção de Bernard Borderie (1955)
- La risaia, direção de Raffaello Matarazzo (1956)
- Londra chiama Polo Nord, direção de Duilio Coletti (1956)
- Creature del male, direção de Raoul André (1956)
- Ritorno alla vita, direção de José Antonio Nieves Conde (1956)
- L'eretico, direção de Francisco Bordja Moro (1957)
- Il cielo brucia, direção de Giuseppe Masini (1957)
- Gli italiani sono matti, direção de Duilio Coletti (1957)
- Io Caterina, direção de Oreste Palella (1957)
- Occhio per occhio, direção de André Cayatte (1957)
- Nel segno di Roma, direção de Guido Brignone (1958)
- Polikuska, direção de Carmine Gallone (1958)
- La grande guerra, direção de Mario Monicelli (1959)
- Lupi nell'abisso, direção de Silvio Amadio (1959)
- Vacanze in Argentina, direção de Guido Leoni (1960)
- Sotto dieci bandiere, direção de Duilio Coletti (1960)
- La regina delle Amazzoni, direção de Vittorio Sala (1960)
- Il ratto delle Sabine, direção de Richard Pottier (1961)
- La spada dell'Islam (Wa Islamah), direção de Enrico Bomba e Andrew Marton (1961)
- Marte, dio della guerra, direção de Marcello Baldi (1962)
- Un alibi per morire, direção de Roberto Bianchi Montero e Piero Costa (1962)
- I compagni, direção de Mario Monicelli (1963)
- Il segno di Zorro, direção de Mario Caiano (1963)
- Dulcinea incantesimo d'amore, direção de Vicente Escrivà (1963)
- Oltraggio al pudore, direção de Silvio Amadio (1964)
- I disperati della gloria, direção de Henri Decoin (1964)
- Le meravigliose avventure di Marco Polo (Lo scacchiere di Dio), direção de Denys de La Patellière (1965)
- L'armata Brancaleone, direção de Mario Monicelli (1966)
- Chi ha rubato il presidente?, direção de Jacques Besnard (1966)
- Testa di rapa, direção de Giancarlo Zagni (1966)
- Anche nel West c'era una volta Dio, direção de Marino Girolami (1968)
- Non cantare, spara, direção de Daniele D'Anza (1968)
- Spara, Gringo, spara, direção de Bruno Corbucci (1968)